# Медовичка сіра
Медови́чка сіра (Myzomela cineracea) — вид горобцеподібних птахів родини медолюбових (Meliphagidae). Ендемік Папуа Нової Гвінеї.

## Поширення і екологія
Сірі медовички мешкають на островах Нова Британія і Умбой в архіпелазі Бісмарка. Вони живуть у вологих рівнинних тропічних лісах.